# 巴瓦納特
巴瓦納特（波斯語：‎，也称苏里安（波斯語：‎））是伊朗的城市，位於該國南部札格羅斯山脈東南部，由法爾斯省負責管轄，距離首府設拉子約140公里，海拔高度2,857米，2006年人口9,645。